# Zelu
Zelu je slovanský bůh či bohyně neznámého významu a nejisté autenticity. Poprvé je zmiňován v kronice Summula chronicae tam Romanae quam Bohemicae Jana Neplacha z roku 1360 v textu k roku 894:
| „ | Začínají děje a činy českých králů, z nichž někteří byli pohané a není třeba se starat, kdy nebo v kterých letech Páně vládli. Měli totiž jakousi modlu, kterou uctívali jako svého boha kterou nazývali jménem Zelu. | “ |

Etymologická nejasnost jména a pozdní vznik textu činí toto božstvo hypotetickým. Neplachův údaj brzy po sepsání díla parafrázovala německy psaná veršovaná kronika a ve 30. letech 16. století Kronika česká Václava Hájka z Libočan. Ta používá variantu jména Zelú, přiřazuje božstvo k roku 734 a uvádí že mu byly obětovány vlasy a nehty. Autenticita tohoto díla je však ještě nižší než v případě Neplachovy kroniky.
Ruští filologové Vjačeslav Ivanov a Vladimír Toporov vykládají Zelu ze staročeského zelie „rostlinstvo“ jako bohyni zeleně a rostlin.